# Identitat lingüística
La identitat lingüística, coneguda també com a identitat etnolingüística, és el conjunt de trets lingüístics que cohesionen una col·lectivitat, que es construeix en la interacció comunicativa. El llenguatge actua com a element unificador entre els membres d'una mateixa comunitat cultural i lingüística.
Mollà i Viana (1989) identifiquen els components de la comunitat lingüística: comunitat de parla, interacció lingüística, compartició d'actituds i de normes d'ús i integració simbòlica. La relació entre tots aquests elements determina la integració dels membres d'una comunitat a través de la consciència lingüística. Per mantenir aquesta unitat és imprescindible la consciència de grup, el sentiment de pertinença a la unitat. Per això, els autors esmentats afirmen: “tot plegat apunta al fet que l'elaboració de la consciència lingüística és un procés determinant per a l'estabilitat i la reproducció d'una comunitat lingüística moderna i actual”. En aquesta mateixa línia, Kathryn Woolard (1989) afirma que la llengua habitual que s'utilitzava en la comunicació informal dins les fronteres del grup era tan important com la llengua materna per determinar la identitat ètnica. Tots tres investigadors s'inspiren en l'antropòleg Fredrik Barth, que entén els grups ètnics com aquells que s'autodefineixen per criteris culturals en el si d'una societat moderna.

## Antecedents
Les societats prealfabetitzades no tenien cap mena de consciència de pertinença a un mateix grup cultural ni lingüístic. De fet, abans de l'època del nacionalisme, la població no s'adonava que es parlava la mateixa llengua en un territori gran ni de la convivència de diferents dialectes. La llengua no tenia dimensió política ni cultural. A l'Edat Mitjana, l'adhesió a una comunitat per la llengua era un fet natural, inconscient. Era allò que s'ha anomenat una lleialtat per tradició, les societats modernes, afirmen Mollà i Viana, requereixen una lleialtat activa, conscient. El sentiment lingüístic unitari entre pobles catalanoparlants parteix del concepte medieval de 'nació': conjunt d'individus que parlen la mateixa llengua. El vehicle per a aquesta cohesió lingüística fou la Cancelleria Reial, organisme administratiu dels reis de la Corona d'Aragó, fundada al segle xiii, que la societat de l'època va prendre els seus documents com a models de normalització lingüística de la llengua catalana.
Per aquest motiu, en el segle xix, en el despertar literari cultural del català, la llengua esdevé un símbol clau de la identitat catalana, de la unitat dels catalans i el símbol que la singularitza respecte d'altres comunitats històriques.

## Factors que determinen la identitat etnolingüística
La teoria de la identitat etnolingüística (Giles i Johnson, 1987) analitza els factors sociopsicològics que poden reforçar o disminuir la identitat etnolingüística. Aquesta teoria afirma que com més forta sigui la vitalitat d'un grup etnolingüístic, més probable serà que els seus membres mantinguin l'ús de la seva llengua en un ampli abast d'escenaris privats i públics. De la mateixa manera que els grups etnolingüístics que tenen una vitalitat dèbil es veuen forçats a limitar l'ús de la seva llengua a escenaris privats, i al mateix temps són pressionats per emprar la llengua dominant del grup, d'alta vitalitat, en escenaris públics, com per exemple el laboral. Per a Viladot (1992), un dels factors més importants és la percepció de vitalitat d'aquesta identitat, és a dir, la força que té com a comunitat lingüística en les seves relacions amb altres comunitats. Tres són els factors que es consideren: la dinàmica demogràfica, el suport institucional i l'estatus social i cultural. El reforç d'aquests factors, que determinen el sentiment de vinculació al grup, des del punt de vista emocional i intel·lectual, és decisiu perquè els membres del grup conservin la seva identitat ètnica i s'oposin a una parla forana.
A la Concise encyclopedia of sociolinguistics, en la relació entre llenguatge i identitat, s'analitza el llenguatge com a instrument aglutinador d'una comunitat des de diferents perspectives: regional, social, ètnica, de gèneres i nacional.